# Primorsk (Abcházie)
Primorsk nebo Druhá Gudava (abchazsky Приморск nebo Аҩбатәи Гәдаа, gruzínsky მეორე გუდავა – Meore Gudava) je vesnice v Abcházii v okrese Gali ležící na pobřeží Černého moře, které ji omývá ze západní strany. Leží přibližně 21 km západně od okresního města Gali. Na severozápadě a severu sousedí s Ačgvarou v okrese Očamčyra, které odděluje řeka Chob vlévající se do Černého moře, na východě s Riapem a na jihovýchodě a jihu s Dolním Bargjapem. Ze všech ostatních stran, kde není moře, je obec obklopena hlubokým lesem a bažinami.

## Vesnický okrsek Primorsk
Primorsk je vesnické správní centrum s oficiálním názvem Vesnický okrsek Primorsk (rusky Приморская сельская администрация, abchazsky Приморск ақыҭа ахадара). Za časů Sovětského svazu byl okrsek součástí Gagidského selsovětu (Гагидский сельсовет). Součástí vesnického okrsku Primorsk jsou následující části:

Primorsk na mapě

- Primorsk / Druhá Gudava (Приморск / Аҩбатәи Гәдаа)
- Gindze Eceri (Гинӡе Ецери) – vojenská základna

## Historie
Počátky této obce sahají na konec 50. let 20. století, když bylo na březích Černého moře zřízeno izolované a uprostřed rozsáhlého lesa skryté pracoviště Všesovětského výzkumného ústavu zavlažování a rekultivace, jež bylo pověřeno provedením prací na výstavbě Ingurské přehradní nádrže a výzkumem pro stavbu více než dvaceti podobných děl na jiných místech Sovětského svazu. V okolí Primorsku se i v současnosti nacházejí pozůstatky výzkumné činnosti této organizace.
Nejprve vzniklo pouze stanové městečko pro zaměstnance výzkumného ústavu na pláži současné obce, spolu s odvodňovacím kanálem. Později bylo zaměstnancům zlepšeno pohodlí a stany byly nahrazeny karavany či vagóny, později jim byly vyčleněny prostory nedaleké vojenské základny Gindze Eceri. Následovala výstavba čtyř až sedmipatrových panelových domů spolu s obchody, školou, hotely, restauracemi, bary, poštou atd. Nová, prudce se rozvíjející obec dostala jméno Druhá Gudava a začalo se jí díky rostoucímu turistickému ruchu přezdívat Druhá Picunda. Přistěhovalo se sem až 3 000 obyvatel a v turistické sezóně se zde nacházelo až 15 000 sovětských občanů. 
Slibný rozvoj zhatil rozpad Sovětského svazu, jelikož byla Druhá Gudava finančně podporována přímo z Moskvy. Podmínky pro život se zde tedy velmi prudce zhoršily a většina zdejších podniků v roce 1992 zkrachovala. Zhoršilo se i postavení ruskojazyčného obyvatelstva, které zde tvořilo většinu. Během Války v Abcházii v letech 1992 až 1993 reagovalo odstěhováním se do Ruska prostřednictvím evakuace po moři. Část obyvatel zde však zůstala z důvodu, že neměli kam jít a prožili zde celý život. Po skončení války byla Druhá Gudava přejmenovaná na Primorsk, ale obec i její okolí se stalo velmi nebezpečnou lokalitou. Byla odstřižena od přísunu elektřiny i tepla, nebyla zde žádná práce a řádily zde kriminální gangy. Kvůli tomu nakonec odešli i ti, kteří zde po válce setrvávali. Poslední obyvatel Primorsku se odstěhoval v roce 1998.
Primorsk od té doby spíše připomínal město duchů hluboko v lesích, které začaly bujně růst na všechny strany kromě od moře. Zdejší panelové domy chátraly, ale časem se do obce začali obyvatelé přesto vracet. Začaly zde vznikat farmy a Primorsk se stal novým domovem pro zhruba 60 obyvatel, kteří se však museli potýkat s tím, že v Primorsku nebyl žádný obchod, škola ani úřad. Dostávali však alespoň humanitární pomoc. V roce 2016 byl do Primorsku alespoň znovu přiveden elektrický proud díky fondu prezidenta republiky. Vlivem dlouholeté neúdržby však Primorsk nadále chátrá. Odvodňovací kanál, jímž existence této obce vůbec začala, vlivem eroze pohltil část obce a zemědělských usedlostí, jež jsou z důvodu písčité půdy použitelné například pro pěstování melounů. A většina budov zarůstá vegetací, takže lidé tomuto místu v současnosti přezdívají Druhá Akarmara.
Dvacet let po válce se objevily spekulace, že se z Primorsku stane speciální ekonomická zóna Galského okresu a bude zde vybudován přístav. Předseda okresu Gali Temur Nadaraja však taková tvrzení odmítal.

## Obyvatelstvo
Dle nejnovějšího sčítání lidu z roku 2011 je počet obyvatel této obce 101 a jejich složení je následovné:
- 38 Megrelů (37,6 %)
- 26 Gruzínů (25,7 %)
- 20 Rusů (19,8 %)
- 3 Abchazové (3,0 %)
- 3 Ukrajinci (3,0 %)
- 11 příslušníků ostatních národností (10,9 %)

V roce 1989, před válkou v Abcházii žilo v Druhé Gudavě 2403 obyvatel.